# Rio Chopim
O rio Chopim é um curso de água que banha o estado do Paraná.
O Complexo Hidrelétrico de São João - Cachoeirinha de 105MW, pertencente à Gerdau está localizado no rio Chopim. Esse complexo envolverá os municípios de Honório Serpa e Clevelândia no estado do Paraná. Tem 482 km de extensão.